# Billy 'Sly' Williams
Billy 'Sly' Williams (april 1968), geboren als Billy Leonard Williams, is een Amerikaanse acteur en filmproducent.

## Carrière
Williams begon in 1989 met acteren in de film Kojak: Ariana. Hierna heeft hij nog in meerdere televisieseries en films gespeeld zoals Blue Streak (1999) en Happy Feet (2006).
Williams is ook actief als filmproducent, in 2005 heeft hij de film Heads N TailZ mee geproduceerd.

## Filmografie

### Films
Uitgezonderd korte films.
- 2024 The Other, Gold - als Hank Henry
- 2018 Before You Say I Do Live! - als Anthony
- 2017 The Cheaters Club - als Kim
- 2016 Comfort - als Eddie
- 2015 The Sin Seer - als Billy Shevers
- 2015 American Bad Boy - als Cutty
- 2015 Flytrap - als Rondell
- 2015 Whitney - als pastor Marvin Winans
- 2015 My Favorite Five - als Barry
- 2014 The Heartbreaker's Revenge - als rechercheur Porter
- 2014 4Play - als mr. Styles
- 2013 The Last Letter - als rechercheur Snow
- 2013 Notes from Dad - als Cyrus
- 2013 Rushlights – als baas
- 2013 Hope for Love - als Danny
- 2013 The Love Section - als Michael
- 2012 The Marriage Chronicles - als Ethel Jackson
- 2009 Black Dynamite – als Willy Sly
- 2006 Happy Feet – als diverse stemmen (animatiefilm)
- 2005 Crash Landing – als Mac Peterson
- 2005 Heads N TailZ – als TailZ
- 2004 Plant One on Me – als Lawrence
- 2003 Lost Treasure – als Joey Muinez
- 2002 Panic – als Ray
- 2000 Housebound – als Greg
- 2000 More Dogs Than Bones – als politieagent
- 2000 Gone in 60 Seconds – als politieagent
- 2000 Sonic Impact – als Sam Hobbs
- 1999 Blue Streak – als politieagent
- 1999 American Virgin – als Blood
- 1999 Late Last Night – als Ordely
- 1997 An American Vampire Story – als jongen van dierenwinkel
- 1996 Unlikely Angel – als beveiligings agent
- 1994 Drop Squad – als Huey
- 1994 Scanner Cop – als Eightball
- 1993 Family Prayers – als activist
- 1992 Mission of Justice – als Jimmy Parker
- 1991 The Story Lady – als Rapper
- 1991 The Ow! – als Gullet
- 1991 Dutch – als man met radio
- 1991 Suburban Commando – als bijstaander
- 1991 Voodoo Dawn – als Miles
- 1990 Predator 2 – als ambulance dokter
- 1989 Kojak: Ariana – als man

### Televisieseries
Uitgezonderd eenmalige gastrollen.
- 2025 The Family Business: New Orleans - als Fred - 2 afl.
- 2018 Shameless - als Linc - 3 afl.
- 2011 Love That Girl! - als Manny - 2 afl.
- 1996 Pacific Blue – als Bobby Bell – 2 afl.

### Computerspellen
- 2004 Def Jam: Fight for NY – als Nyne

### Filmproducent
- 2021 Love Is This - film
- 2020 Beautiful Scars - korte film
- 2019 Lessons in Love - televisieserie
- 2018 Never Heard - film
- 2017 Beautiful Scars - korte film
- 2017 The Moment - korte film
- 2015 Ulterior Motives: Reality TV Massacre - film
- 2015 What You Don't Know - korte film
- 2014 Flytrap - film
- 2013 Binky - korte film
- 2005 Heads N TailZ - film